# ドルスキニンカイ
ドルスキニンカイ（リトアニア語: Druskininkai  発音）は、リトアニア南部のネムナス川沿いにある温泉街、保養地である。ドゥルスキニンカイとも表記する。ベラルーシやポーランドとの国境に近い。人口は 16,215 人（2009年現在）。リゾート地としての歴史は19世紀にまで遡る。

## 地理
ドルスキニンカイはネムナス川沿いに面しており、街は川、湖、丘そして森林といった自然にあふれている。

## 歴史
中世初期の頃、現在のドルスキニンカイのあたりにはバルト族の一派が住んでいたとされる。13世紀には、同じくバルト族のリトアニア人によって統治され、ドイツ騎士団からの攻撃に備えるための小さな城が造られた。その城もドイツ騎士団に征服され、1308年に破壊された。その後、街はすぐに廃れていくことになる。
今日のドルスキニンカイが初めて資料に登場するのは1636年のことである。街の名前の由来はリトアニア語で「塩」を表す druska（ドルスカと発音） で、これは、街の住民に塩が貴重なミネラルであるから溜めるようにと勧めていたことから名付けられたとされる。18世紀後半、ドルスキニンカイの水に含まれるミネラルは健康に良いことが発見され、ぜんそくの治療に用いられるようになった。19世紀前半、ヴィリニュス大学教授のイグナス・フォンベルガスはドルスキニンカイの水の化学構成を分析し、多くのカルシウム、ナトリウム、カリウム、ヨウ素、臭素、鉄分そしてマグネシウムが含まれていることを発見した。彼はまた、このドルスキニンカイがヴィリニュス市民にとって良いリゾート地であると紹介した。

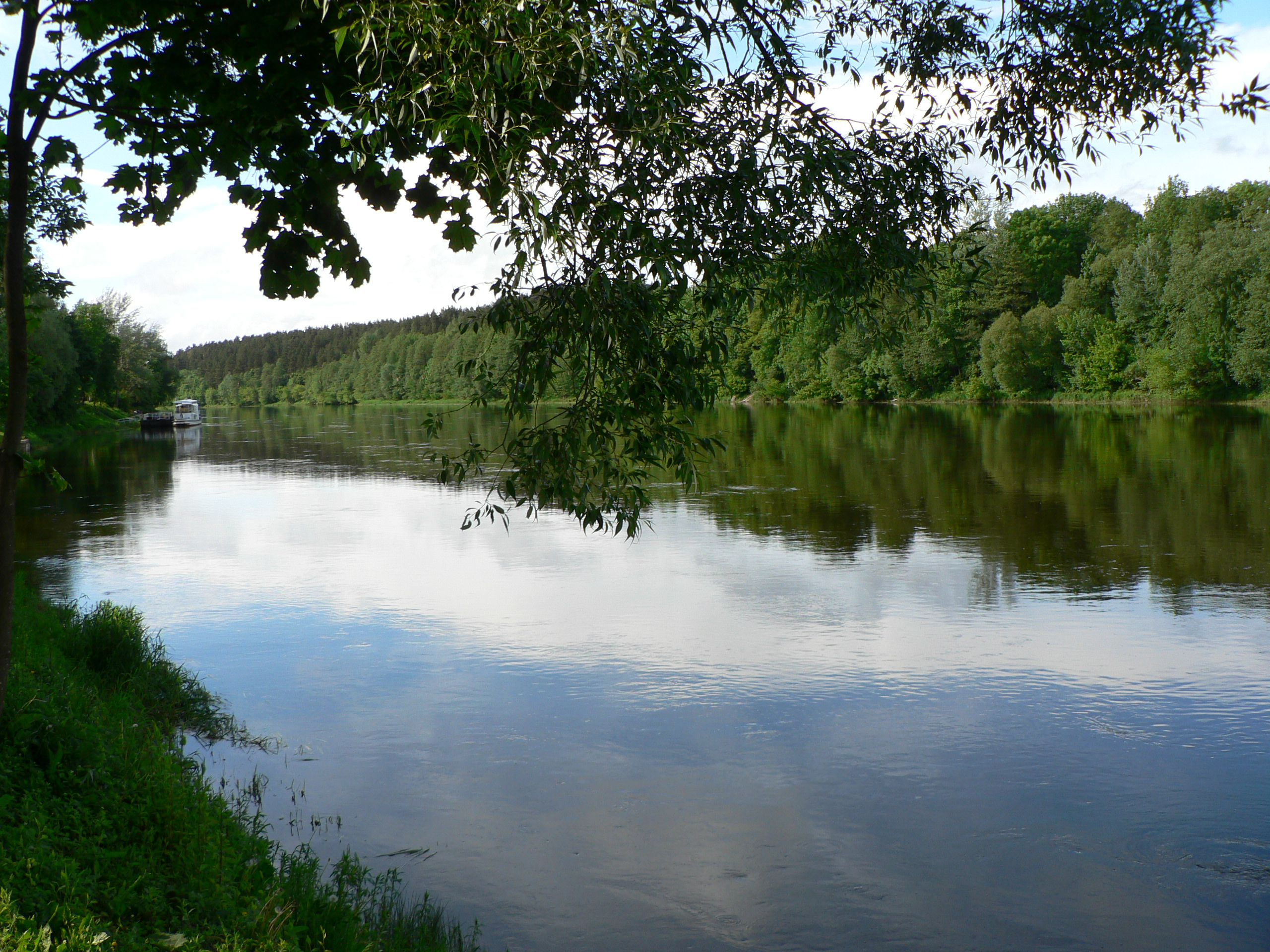
ドルスキニンカイを流れるネムナス川

1837年、ロシア皇帝ニコライ1世がドルスキニンカイに温泉地としての資格を与え、それから木造のペンションや旅館が建てられるようになった。
この温泉は旧ポーランド・リトアニア共和国内の他の地域でも有名となった。1862年にワルシャワとサンクトペテルブルクを結ぶ鉄道が開通し、その駅が街から 19 km 離れた場所に作られた。20世紀初頭までドルスキニンカイの温泉はこの辺りで最も有名なリゾート地として知られるようになり、多くの観光客や患者が世界中から来るようになった。また、ヴィリニュス、ワルシャワ、モスクワの中流階級の夏の別荘地としても利用されるようになった。
第1次世界大戦後、この街はポーランド領となり、ポーランド三大リゾート地として知られるようになった。ユゼフ・ピウスツキが夏の休暇にここを利用し、さらに街の発展を促進したため、より一層の人気を博すことになる。その後、街のほとんどのリゾートはポーランド国営銀行に買収され、豪華な大邸宅やペンションが建てられた。
1939年にポーランド領の半分がソ連に占領されドルスキニンカイがソ連領となると、白ロシア・ソビエト社会主義共和国への編入の問題が突きつけられ住民投票が実施されたが、結果、住民は白ロシア編入を拒否。1940年、ドルスキニンカイはリトアニア・ソビエト社会主義共和国に編入されることとなった。
1951年から街は急激に成長し始め、療養所や温泉病院が開設された。そしてソ連中から年間40万人もの人がこの街を訪れるほどの人気のリゾート地となった。

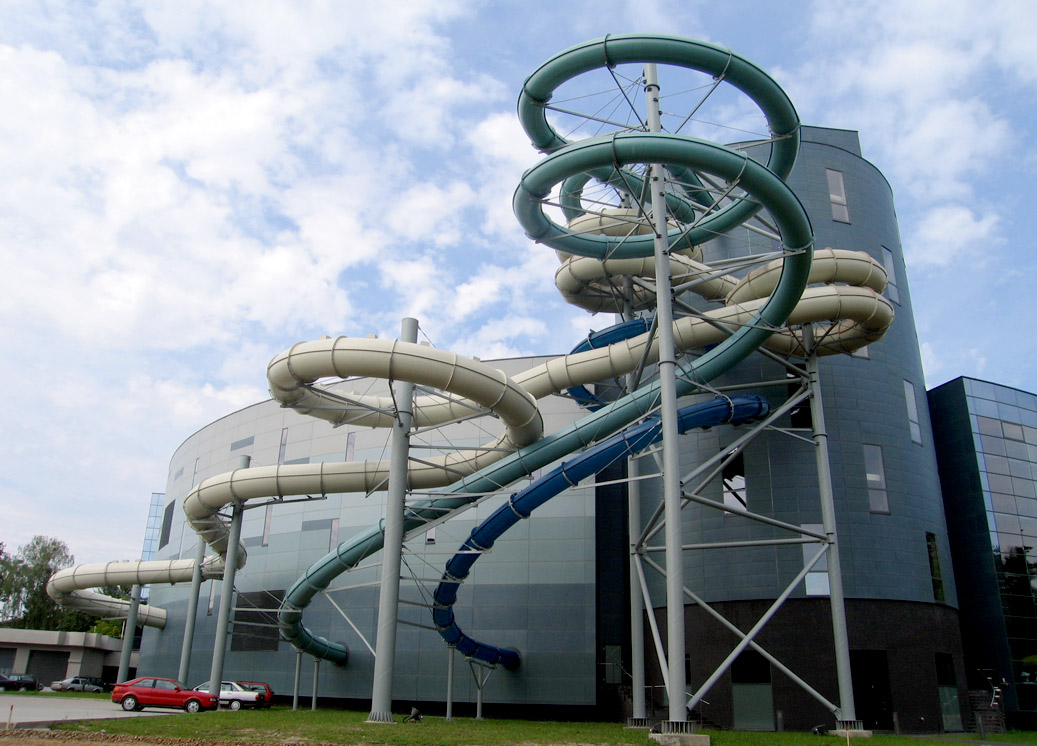
ドルスキニンカイのウォーターパーク

ソ連崩壊とともにリトアニア経済は打撃を受け、そのリゾート地も観光客不足に悩まされることとなる。2001年、ドルスキニンカイの失業率は 29 % に達したが、その後、自治体や民間企業による療養所や温泉施設、街のインフラストラクチャーの再整備により観光客の数は年々増え続け、ドルスキニンカイの経済は回復をみせた。
2006年12月26日、リトアニアで最初のウォーターパークがドルスキニンカイにてオープンした。

## 文化

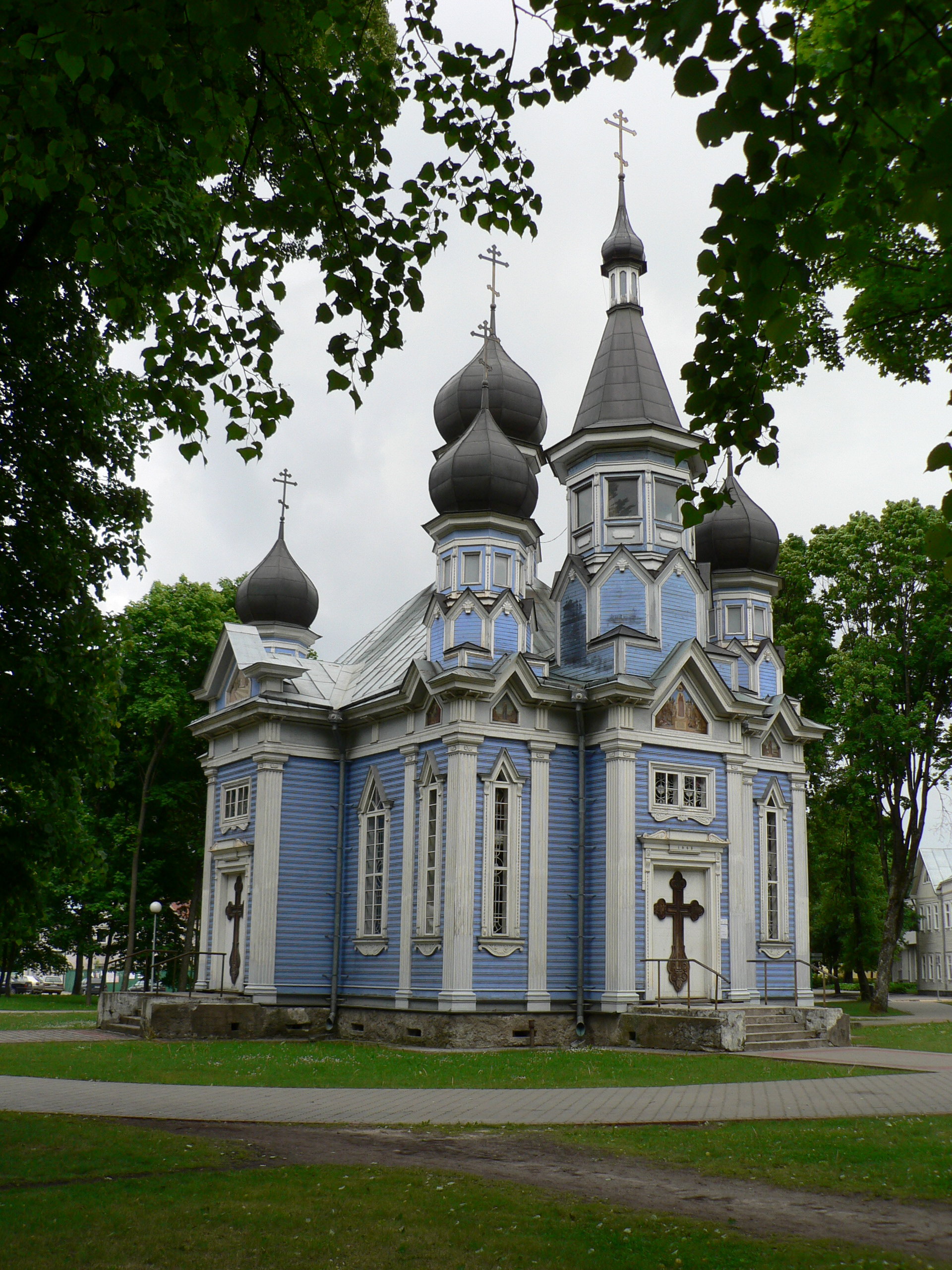
ドルスキニンカイにある正教会の聖堂

ドルスニキンカイには多くの美術館や博物館があり、また様々なイベントが春から秋にかけて行われる。
1896年から1910年にかけて、作曲家であり画家でもあるミカロユス・チュルリョーニスがドルスキニンカイに住んでいたため、彼にまつわるイベントが毎年定期的に開かれている。
1985年から毎年秋に開催されている「詩」のイベントは、世界の文学者からの注目を集めている。
2001年、ソ連時代の銅像などを展示したグルータス・パークがドルスキニンカイ郊外にオープン、新たな観光地となりつつある。
2006年、ジュニア世界オリエンテーリング選手権（JWOC）が開催された。

## 人物
- ミカロユス・チュルリョーニス - ドルスキニンカイに住んでいた